# Massacre de Toumour
Le massacre de Toumour a lieu le 12 décembre 2020 pendant l'insurrection de Boko Haram.

## Déroulement
Le 12 décembre, vers 19 heures, environ 70 djihadistes venus du lac Tchad attaquent la localité de Toumour, près de Diffa,. Ils incendient le marché central et un millier maisons,. Plusieurs villageois meurent brûlés, noyés ou tués par balles. L'attaque dure environ trois heures.
D'après les déclarations à l'AFP d'un élu local, Toumour est détruite à 60 %. L'attaque est par la suite revendiquée par Boko Haram.

## Bilan humain
Le 13 décembre, l'AFP donne un bilan de 27 morts d'après un responsable local. Le bilan est ensuite élevé à 34 morts. Dans un communiqué, la Commission nationale des droits de l’Homme (CNDH) déclare : « On dénombre, à la date du 17 décembre, 34 morts, dont dix par balles, quatre par noyade et vingt par feu et une centaine de blessés ». Un deuil national de trois jours, du 15 au 17 décembre, est décrété par le gouvernement nigérien.